# Île de Maud
L’île de Maud (en anglais Maud Island) ou Te Pākeka en maori est une petite île de Nouvelle-Zélande située au nord de l'île du Sud.
Située dans la région des Marlborough Sounds, elle est la principale île de la baie de Pelorus, en partie aval de celle-ci. Elle constitue une réserve naturelle accessible seulement sur autorisation.

## Topographie et toponymie
L'île de Maud est situé en aval de la baie de Pelorus, la principale ria des Marlborough Sounds. Elle est composée de deux parties principales. D'une part, au nord-ouest, le corps principal de l'île est formé par les pentes du Bixu, point culminant de l'île à 368 mètres d'altitude, qui occupent une longueur d'environ trois kilomètres pour une largeur d'un kilomètre et demi. D'autre part, un petit sommet secondaire culminant à 113 mètres occupe une gibbosité située à l'extrémité d'une péninsule très mince de près de deux kilomètres de longueur.
Le nom maori est Te Pākeka

## Environnement
Maud est aussi l'habitat d'origine de Leiopelma pakeka, une espèce de grenouille.
Dans les années 1970 et 1980, l'île de Maud est choisie, avec l'île de la Morue, l'île de la Petite Barrière et Manapour, comme lieu de réintroduction du kakapo. Le talève takahé bénéficie d'un programme similaire sur l'île.
L'accès à l'île est réglementé et soumis à autorisation.